# Iglesia del Rosario (Hong Kong)
La Iglesia del Rosario (en chino: 玫瑰堂) está ubicado en Kowloon, Hong Kong, al sur de China. Es la iglesia católica más antigua en Kowloon. La iglesia es de estilo gótico clásico. La planta original se basó en el modelo basilical romano. Dos escuelas nombradas en honor a Santa María son adyacentes y pertenece al mismo grupo de edificios. En 1900, a causa de la rebelión de los bóxers en China, algunos batallones indios en el Ejército británico se encontraban estacionados en Kowloon, había cerca de 200 católicos en la brigada. Al mismo tiempo, hubo un aumento en el número de católicos entre la población civil. Una donación de 20.000 dólares fue hecha en 1903 por Anthony Gomes, un católico portugués.